# Ophryosporus
Ophryosporus là một chi thực vật có hoa thuộc họ Asteraceae. Chi có 48 loài, chủ yếu từ Nam Mỹ.
Chi này có các loài sau:
- O. apricus - Peru[1]
- O. bipinnatifidus - Peru[1]
- O. densiflorus - Ecuador[2]
- O. ferreyrii - Peru[1]
- O. galioides - Peru[1]
- O. hartwegii - Peru[1]
- O. hoppii - Peru[1]
- O. macbridei - Peru[1]
- O. marchii - Peru[1]
- O. mathewsii - Peru[1]
- O. ovatus - Peru[1]
- O. pubescens - Peru[1]
- O. sagasteguii - Peru[1]